# Оскорбление величества в Таиланде

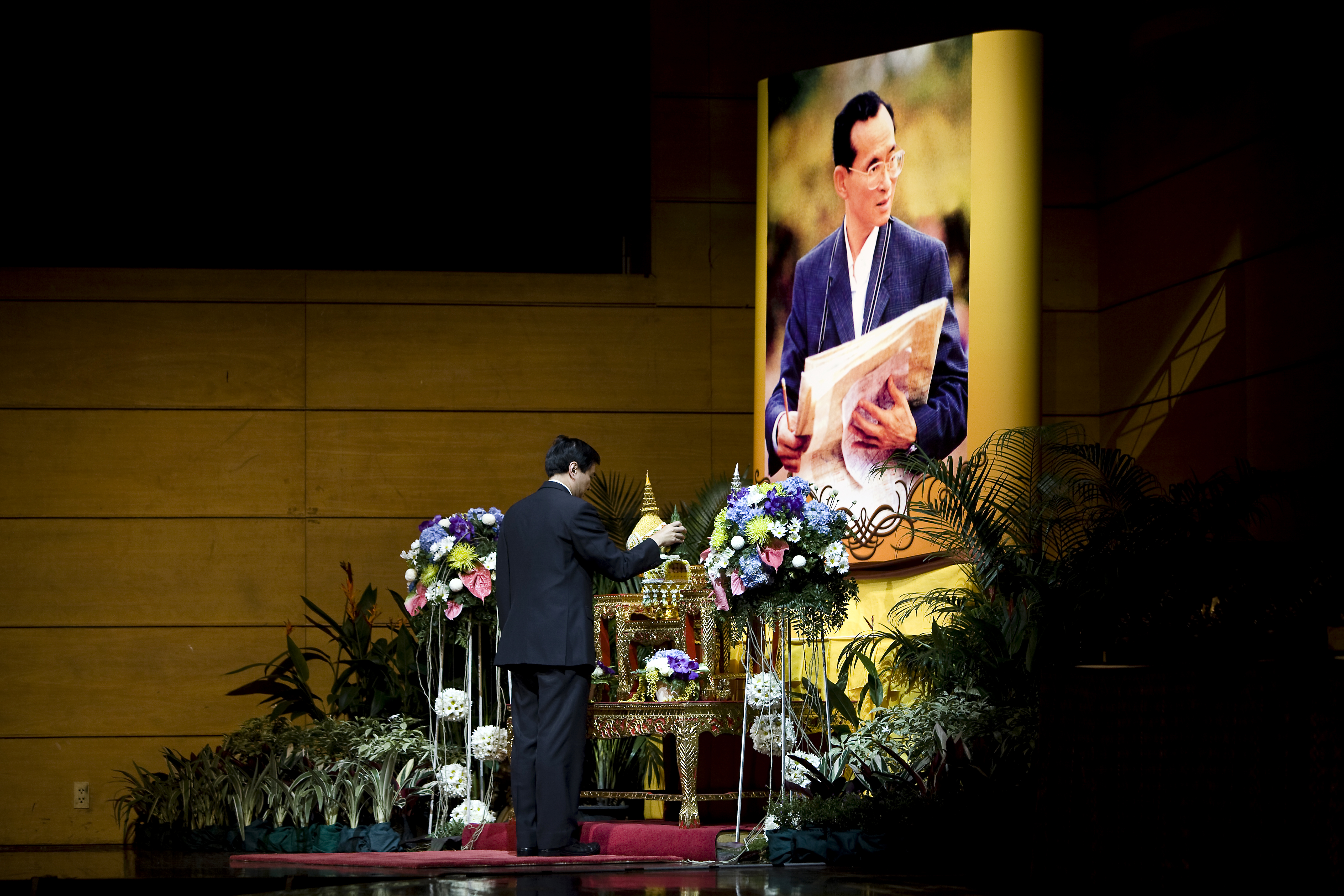
Экс-премьер-министр Таиланда Абхисит Ветчачива отдаёт дань уважения почившему королю Пхумипону Адульядету перед его портретом (2016)

В Таиланде ответственность за оскорбление величества предусмотрена статьёй 112 Уголовного кодекса. Под оскорблением величества понимается диффамация, клевета, угроза в отношении короля, королевы, наследника или регента королевства. Оскорбление величества в Таиланде впервые официально было признано преступлением в 1908 году. В качестве наказания за совершение данного преступления виновному может быть назначено от трёх до пятнадцати лет лишения свободы. По некоторым утверждениям, наказание за совершение подобного преступления является самым строгим в мире. Также существуют утверждения о том, что уголовная санкция за оскорбление величества также вероятно является самым строгим в мире наказанием за диффамацию.
Вместе с тем в таиландском законодательстве отсутствует легальное определение того, какие действия представляют собой клевету, оскорбление или угрозу по отношению к монарху, что оставляет значительный простор для толкования нормы. Бывший судья Верховного суда Таиланда Танин Краивичьен трактовал данную норму как полный запрет на критику королевских проектов развития страны, самого института монархии, династии Чакри или любого умершего короля Таиланда. Имеет место спор относительно того, может ли критика членов Тайного совета быть квалифицирована в качестве оскорбления величества. В 2013 году Верховный суд Таиланда принял постановление о том, что положения статьи уголовного кодекса также применимы в отношении хулителей ныне почивших монархов. В том же году один таиландский подданный был признан виновным в «приготовлении и покушении» на совершение акта оскорбления величества, хотя закон гласит, что приготовление к совершению такого деяния не является преступлением. В 2015 году другой мужчина был обвинён в размещении «язвительного» комментария в Интернете о собаке короля по имени Тхонгдэнг.
Заявление об акте оскорбления величества может быть подано любым лицом и всегда должно быть официально расследовано. Подробности обвинения редко бывают обнародованы. Обвиняемые по статье 112 ответчика зачастую встречают препятствия со стороны официальных органов в период рассмотрения дела, и особенно когда они направляют ходатайство о временном освобождении из-под стражи. Продолжительность досудебного задержания обычно составляет несколько месяцев, обвиняемым редко позволяют уплатить залог, оставаясь в следственном изоляторе в течение многих месяцев в ожидании суда. Судьи в обвинительных приговорах по делам об оскорблении величества часто выносят наиболее строгие меры наказания. Рабочая группа ООН по произвольным задержаниям в августе 2012 года определила, что досудебное задержание обвиняемого в оскорблении величества правонарушитель нарушает нормы международного права прав человека. Таиландские суды не признают принцип презумпции невиновности подсудимых по статье 112. Признание вины обвиняемым рассматривается как шаг, позволяющий добиваться королевского помилования.
После военного переворота 1976 года в стране регулярно приходят всплески обвинений в якобы имевших место оскорблениях величества, которые служат поводом для свержения избранного правительства. После переворота 2006 года произошёл резкий всплеск числа обвинений в оскорблении величества. После государственного переворота 2014 года в Таиланде было отмечено наибольшее число осужденных за данное преступление за всю историю государства. Правящая хунта предоставила полномочия военным судам рассматривать дела об оскорблении величества. В одном из таких случаев мужчина был приговорён к 60 годам тюремного заключения (позднее срок сократили до 30 лет после того, как тот признал свою вину). Это был самый суровый из известных приговоров за совершение данного преступления.